# Protogamasellopsis corticalis
Protogamasellopsis corticalis är en spindeldjursart som beskrevs av Evans och Purvis 1987. Protogamasellopsis corticalis ingår i släktet Protogamasellopsis och familjen Rhodacaridae. Inga underarter finns listade i Catalogue of Life.